# Livro de Wei
O Livro de Wei, também conhecido pelo nome chinês como Wei Shu, é um texto histórico chinês compilado por Wei Shou de 551 a 554 e é um texto importante que descreve a história de Wei do Norte e Wei do Leste de 386 a 550. É uma das Vinte e Quatro Histórias.

## Traduções
Dien traduz partes do volume 59, que descreve a disputa entre Wei do Norte e Liu Song em Pengcheng. Lee traduz parte do volume 111 que descreve o caso de Liu Hui (劉輝), que cometeu adultério quando era casado com a princesa Lanling (蘭陵 公主).